# إيميليانو فيلازكيز
إيميليانو دانييل فيلازكيز مالدونادو (بالإسبانية: Emiliano Daniel Velázquez Maldonado) هو لاعب كرة قدم أورغواياني في مركز قلب الدفاع ولد في يوم 30 أبريل 1994 في مدينة مونتيفيديو عاصمة الأوروغواي، يلعب حالياً مع نادي خيتافي معار من نادي أتلتيكو مدريد ونادي دانوبيو، كما لعب مع منتخب الأورغواي لكرة القدم ويبلغ طوله 184 سم.

## روابط خارجية
- إيميليانو فيلازكيز على موقع الاتحاد الدولي (مؤرشف)  (الإنجليزية)
- إيميليانو فيلازكيز على موقع إي إس بي إن إف سي (الإنجليزية)
- إيميليانو فيلازكيز على موقع قاعدة بيانات كرة القدم.إي يو (الإنجليزية)
- إيميليانو فيلازكيز على موقع ناشيونال فوتبول تيمز (الإنجليزية)
- إيميليانو فيلازكيز على موقع Soccerbase.com (لاعب) (الإنجليزية)
- إيميليانو فيلازكيز على موقع Soccerway.com (الإنجليزية)
- إيميليانو فيلازكيز على موقع AS.com (الإسبانية)